# 上原浩
上原 浩（うえはら ひろし、1925年 - 2006年5月1日）は、日本の酒造技術者、元財務局課税物件鑑定官、元鳥取県工業試験場技師、鳥取県酒造組合連合会技術顧問、蔵元交流会常任顧問、日本酒サービス研究会（SSI）最高技術顧問、ここに美酒あり選考会審査委員長、鳥取県出身。

## 略歴
- 1925年（大正14年） - 鳥取県八頭郡西郷村（現・鳥取市河原町）で生まれる。[1]
- 1944年（昭和19年）3月 - 旧制鳥取高等農林学校（現・鳥取大学農学部）を卒業。
  - 4月 - 広島財務局鑑定部に入局。
  - 9月 - 召集により軍隊に入隊。
- 1945年（昭和20年）8月15日 - 終戦により武装解除。
  - 10月 - 復職。
- 1950年（昭和25年） - 鳥取県工業試験場に異動。県内酒蔵の醸造指導にあたる。
- 1985年（昭和60年） - 工業試験場を定年退職、その後1年嘱託勤務。
- 1986年（昭和61年） - 鳥取県非常勤職員として同試験場に2年勤務。
- 1988年（昭和63年） - 鳥取県酒造組合連合会技術顧問に就任、同試験場に出向。
- 1989年（平成元年） - 試験場出向を終える。技術顧問の肩書は残る。
- 1990年（平成2年）以降 - 蔵元交流会常任顧問就任。国内各地の酒造家の指導のため訪れ、日本酒サービス研究会（SSI）の最高技術顧問の肩書をあたえられる。
- 2006年（平成18年）5月1日 - 膵臓癌のため永眠、80歳没[2]。

## 人物
生前は「日本酒界の重鎮」、「生き字引」とも言われたが、大変な「毒舌家」としても知られる。

## 語録
「酒は純米、燗ならなおよし」
「一に蒸し、二に蒸し、三に蒸し、四、五が無くて次に麹」
良い麹や酒母は、良い蒸米ができた時にできるものであるという。

## 著書
- 『日本酒と私』谷岡印刷出版部、蔵元交流会、1999年。
- 『やまびこ酒博士（監修）』谷岡印刷出版部。
- 『いざ、日本酒』ダイヤモンド社、2002年。ISBN 4-478-56043-9。
- 『純米酒を極める』光文社、2002年。ISBN 4-334-03178-1。
- 『カラー版極上の純米酒ガイド（監修）』光文社、2003年。ISBN 4-334-03226-5。

## 尾瀬あきら
漫画家・尾瀬あきらは上原が顧問を務める「蔵元交流会」の特別会員である。上原が指導のため九州へ行く時でも、東北を回る時でもペンとカメラを持って付いて行き、そして酒についてあれこれ質問をする。漫画のネタを仕込むためとの理由であり、尾瀬の熱心な取材により代表作の『夏子の酒』（モーニング、講談社）のネタ元になっている。そして作品中に上原自身をモデルにした元広島国税局鑑定官の「上田久」という人物も登場している（単行本8巻p.154以降に登場）。